# Брасхат
Брасхат (на нидерландски: Brasschaat; на френски: Brasschaat) е селище в Северна Белгия, провинция Антверпен. Населението му е около 37 300 души (2006).